# انجیرتیغی میکروداسیس
انجیرتیغی میکروداسیس (به انگلیسی: Opuntia microdasys) یک گونه از گیاهان گلدار از خانواده کاکتوس‌ها است. این گیاه محلی و بومی مناطق مرکزی و شمال مکزیک است.

## ویژگی‌ها
انجیرتیغی میکروداسیس یک درختچه متراکم با ارتفاع ۴۰ تا ۶۰ سانتی‌متری تشکیل می‌دهد. در بیشتر مواقع از قسمت‌هایی به شکل پد با طول ۶ تا ۱۵ سانتی‌متری و عرض ۴ الی ۱۲ سانتی‌متری تشکیل می‌شود.
انجیرتیغی میکروداسیس هیچ خاری سختی ندارد، اما در عوض دارای تارهای نازکی مانند مو به رنگ سفید یا زرد با طول ۲ تا ۳ میلی‌متری در خوشه‌هایی متراکم است؛ این تارها دارای خارهای کوچک و نازکی هستند که با کوچک‌ترین لمس تعداد زیادی از آن‌ها به پوست انسان می‌چسبند که اگر برداشته نشوند، باعث سوزش قابل توجه پوست خواهند شد بنابراین باید با احتیاط با این گیاهان رفتار کرد.
«میکروداسیس»  یک نام علمی لاتین به معنی «کوچک و پشمالو» است.

## گونه‌های مرتبط
- انجیرتیغی روفیدا

## نگارخانه مقایسه گونه‌ها

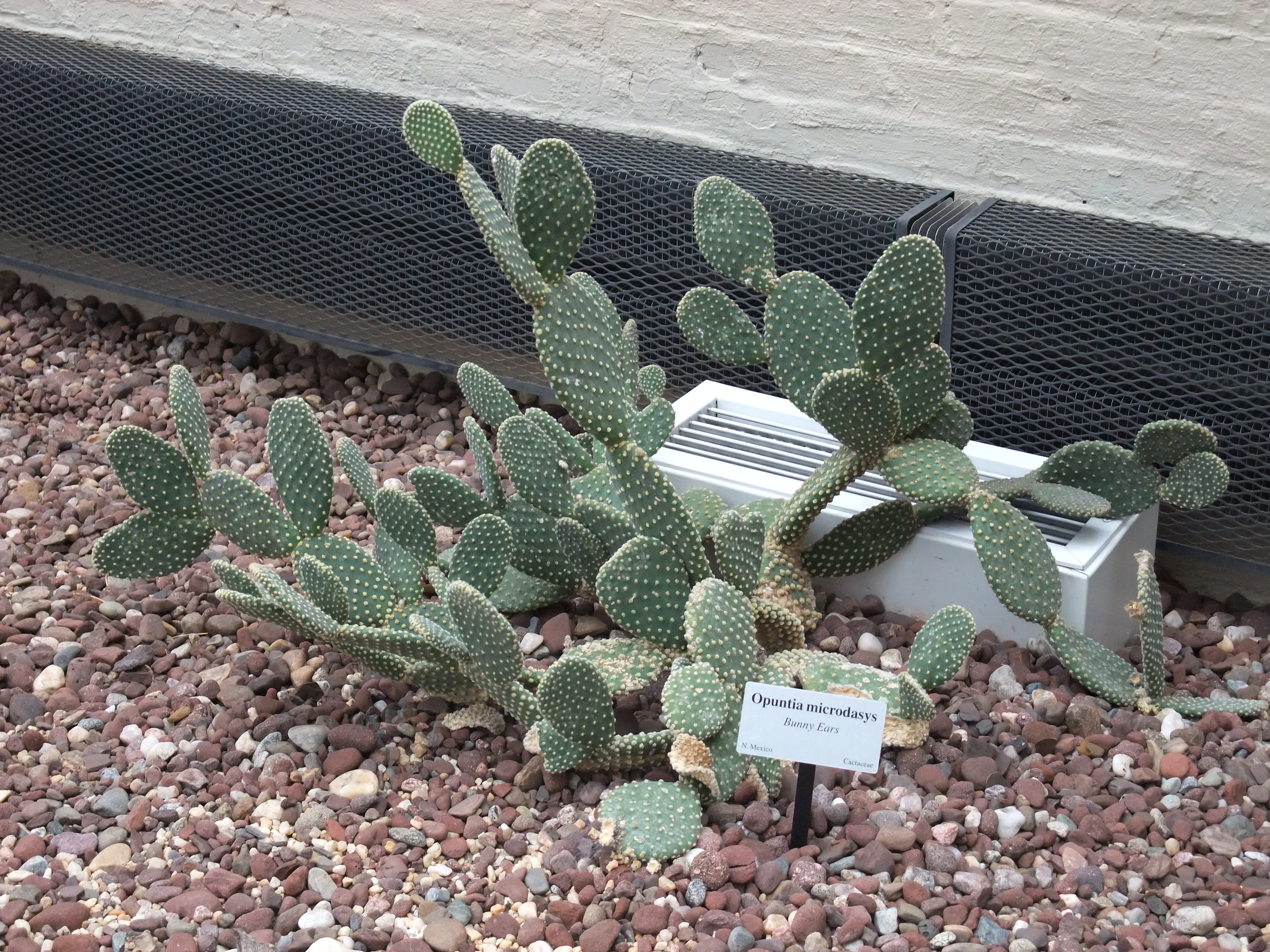
اپونتیا میکروداسیس
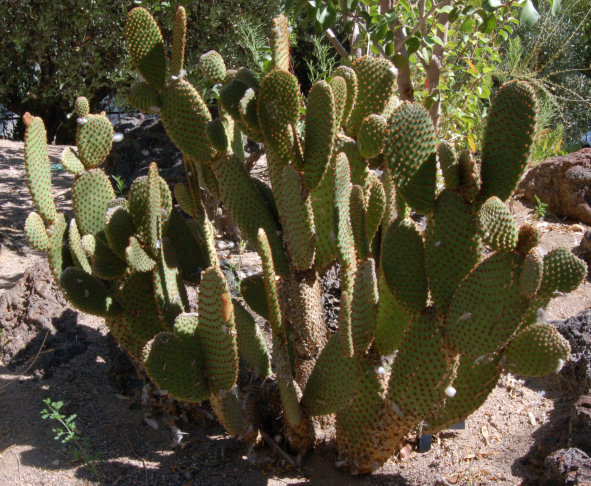
اپونتیا روفیدا